# Peter-Henlein-Brunnen (Nürnberg)

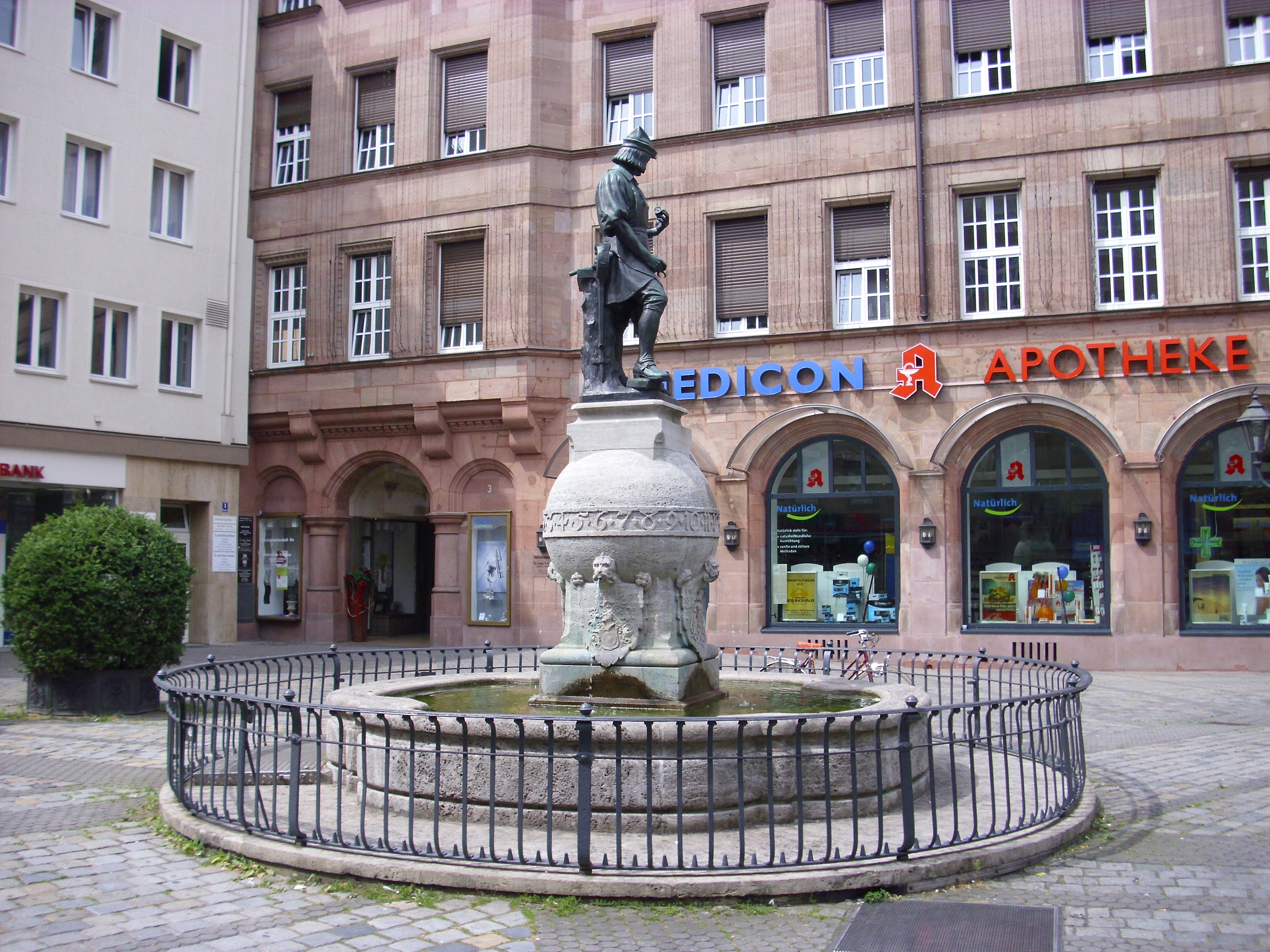
Peter-Henlein-Brunnen (2010)

Der Peter-Henlein-Brunnen am Hefnersplatz in Nürnberg wurde zu Ehren des mutmaßlichen Erfinders der Taschenuhr Peter Henlein errichtet. Der von der Stadt Nürnberg und dem Uhrmacherbund gestiftete Brunnen wurde zur Eröffnung einer Uhrenausstellung 1905 enthüllt. Das Bronze-Standbild wurde nach einem Modell des 
Berliner Bildhauers Max Meißner (* 1859) durch die Nürnberger Kunstgießerei Ernst Lenz ausgeführt.